# Stoki (województwo zachodniopomorskie)
Stoki (niem. Rehdorf) – wieś sołecka w Polsce, w województwie zachodniopomorskim, w powiecie gryfińskim, w gminie Chojna. Wieś położona w Puszczy Piaskowej, w północnej części Cedyńskiego Parku Krajobrazowego, 6 km na południowy zachód od Chojny.
W środku wsi, wzmiankowanej już w 1270, neoromański kościół filialny z XIX w., pw. św. Józefa, należący do parafii Świętej Trójcy w Chojnie. Kościół pobudowany pierwotnie jako zbór z kamienia łupanego i cegły, salowy, na rzucie prostokąta, na narożnikach skarpy, przy prosto zamkniętym prezbiterium dzwonnica. Po stronie północnej ryglowa kaplica, obecnie dom przedpogrzebowy.
W południowo-wschodniej części wsi dawny folwark z dworem z 2. połowy XIX w., z przylegającym od północy parkiem krajobrazowym, z przełomu XVIII/XIX w., o powierzchni 7 ha. W parku starodrzew z wieloma okazami, półkolista aleja kasztanowców prowadząca do wieży widokowej, z 1914.
Na podwórzu posesji nr 3 – okaz wiązu, o obwodzie 560 cm (najgrubszy na Pomorzu).
Przez północny skraj wsi prowadzi znakowany czerwony turystyczny Szlak Nadodrzański z Chojny do Lubiechowa Dolnego.
W latach 1975–1998 miejscowość była w województwie szczecińskim.
1 km na południowy zachód jezioro Ostrów, o powierzchni 80 ha, z ośrodkiem wypoczynkowym i rezerwatem przyrody „Olszyny Ostrowskie”.